# Jurczycha
Jurczycha (ukr. Юрчиха) – wieś na Ukrainie, w obwodzie czerkaskim, w rejonie czerkaskim, w hromadzie Kamjanka. W 2001 liczyła 1178 mieszkańców.